# 夜越山森林公園
夜越山森林公園（よごしやましんりんこうえん）は、青森県東津軽郡平内町にある町営の森林公園である。2015年から園内にある一部の施設を「株式会社クリーンシステム平内」が平内町より指定管理者の指定を受け管理運営を受任している。

## 施設概要
1963年5月20日には昭和天皇皇后を招いて『第14回植樹行事並びに国土緑化大会』が開催された。公園内の桜並木には大会の開催と天皇皇后による植樹を記念し、「天皇陛下植樹祭記念碑」が建てられている。

## 施設一覧

### サボテン園・洋ラン園
約990m2の敷地に、ビニールハウス3棟が建設され、約3000種のサボテンと約400種200鉢の洋ランが栽培されている。毎年2月には『夜越山洋ランまつり』が開催され、ゴールデンウィークには『椿とサボテンまつり』が開催される。

### スキー場
標高180mの山の斜面に、初級コース、中級コース、クロスカントリースキーコース、大回転コースの計4種類のスキー専用コースがあり、リフト脇には子供の為のソリ専用コースを設けている。夏場はスーパースライダーやローラースキー場としても利用される。
元クロスカントリースキー日本代表の佐々木一成やアルペンスキー日本代表の千葉信哉が練習場として使用していた事でも有名。
2012年からは毎年開催されている『AOMORI ROCK FESTIVAL』の会場としても使用され、4つの特設ステージでROCKをはじめ、ヒップホップやアイドルライブ、プロレスなどのステージが開催されている。また、毎年9月の第3日曜日には、平内町と平内町漁業協同組合が主催の『ほたての祭典』が開催される。

### オートキャンプ場
約3万4000m2の広大な敷地に、1区画約100m2の非常にゆったりとしたサイトが人気のオートキャンプ場である。予約は不要だが、開業期間が毎年5月1日〜10月31までに限られている。（但し、10月31日以降は降雪時期までなら要相談の上、利用できる。）

### よごしやま温泉
大浴場や子供用プールなどがある「温泉棟」と、会議室やトレーニングルーム等を備えた「健康棟」2棟から成る平内町営の温泉施設である。正式名称は「平内いきいき健康館 よごしやま温泉」。宿泊施設が無い為、日帰り入浴のみである。

## 所在地・アクセス
青森県東津軽郡平内町大字浜子字堀替36-1
- 青い森鉄道 小湊駅より、平内町民バスよごしやま温泉行き、よごしやま温泉前下車。